# دعم سنغافورة للعراق خلال الحرب العراقية الإيرانية
كانت سنغافورة، وهي مركز تجاري رئيسي مع ضوابط فضفاضة على تصدير الأسلحة، بمثابة نقطة إعادة شحن للأسلحة الموجهة إلى العراق، فضلاً عن توفير سلائف الحرب الكيميائية وكونها موقعًا لتصنيع أسلحة أجنبية التصميم، بموجب ترخيص.

## ضوابط التصدير
في حديثه في مجلس العموم البريطاني، علق روجر باري بأن الشيء الوحيد المهم حقًا في الحد من التسلح هو التأكد من دقة المستخدم النهائي، في شهادة المستخدم النهائي. لا جدوى من قيام وزارة التجارة والصناعة (DTI) بوضع علامة في المربع وقولها «يقولون إن هذا سيذهب إلى جارتنا الصديقة النمسا»، أو «هذا سوف يذهب إلى صديقنا القديم العزيز سنغافورة.»

## حرب الألغام
بعض الصور الأكثر وضوحًا للحرب الإيرانية العراقية كانت لمتطوعين إيرانيين يقتحمون حقول الألغام لتطهيرها بالتضحية بحياتهم. كانت حرب الألغام في الخليج أحد المبررات الأمريكية لعمل عسكري مباشر ضد إيران. إذن، من المناسب تحديد مصادر تلك الألغام.

### تكنولوجيا حرب الألغام الإيطالية
صدرت إيطاليا الألغام البرية والبحرية إلى كل من العراق وإيران قبل وأثناء الحرب الإيرانية العراقية. كانت تدور صناعة الألغام حول ثلاث شركات صغيرة: فالسيلا، ميسار، وتكنوفار. تم تشكيل الأخيرين من قبل موظفين سابقين في فالسيلا. وتخصص الثلاثة جميعهم في الألغام الأرضية والمنتجات المتعلقة بالألغام وكانوا يشاركون في الصادرات المباشرة والإنتاج الخارجي المرخص. جاءت معظم عائداتهم من الصادرات المدفوعة بضوابط مواتية مصرفية وتصديرية والدعم العام للتطوير العسكري.
بالنظر إلى أهمية حقول الألغام، التي يتم تطهيرها أحيانًا بشجاعة إيرانية، لا يمكن التقليل من أهمية الألغام. شاهد الدعم الإيطالي للعراق خلال الحرب العراقية الإيرانية لمعرفة الدور الإيطالي الأصلي عندما قامت بتصدير الألغام مباشرة، والتي بعد أن فرضت الحكومة الإيطالية ضوابط التصدير، نقلت تصنيعها إلى سنغافورة، باستخدام متفجرات من أورليكون في سويسرا.

### نقل العمل الإيطالي إلى سنغافورة
«مع اندلاع الحرب الإيرانية العراقية في أيلول / سبتمبر 1980، بدأت فالسيلا في تلقي تصاريح حكومية للتصدير إلى العراق. تم منح ما مجموعه سبعة، آخرها صدر في عام 1982 وانتهي في يناير 1984. وبلغت القيمة الإجمالية للصادرات أكثر من 110 مليون دولار أمريكي. لكن الضغوط السياسية أدت إلى زيادة القيود على الصادرات إلى العراق. لتجنب هذه القيود، أنشأت الشركة فرعًا جديدًا في الخارج في سنغافورة، حيث قامت بتجميع ألغام بمكونات فالسيلا ومتفجرات من بوفورس في السويد، لشحنها إلى العراق في عام 1982. تم تصدير الألغام إلى العراق حتى عام 1986.
في عام 1984، سيطرت شركة فيات تدريجياً على فالسيلا وميزار. بحلول هذا الوقت، ركزت فالسيلا بشكل أساسي على البحث والتطوير للألغام الأرضية المتطورة بشكل متزايد (مثل الألغام الإلكترونية والألغام التي تعمل بالتحكم عن بعد، مع إشارات مشفرة لاسلكية) ، بينما أجرت شركة ميزار أبحاثًا كبيرة وتطويرًا للألغام البحرية، ولكن ليس لاستبعاد الأنظمة الأرضية.

## الحرب الكيماوية
في ديسمبر / كانون الأول 2002، كشف إعلان الأسلحة العراقي الذي يبلغ 1200 صفحة عن قائمة بالشركات والدول الشرقية والغربية - وكذلك الأفراد - التي قامت بتصدير مواد كيماوية وبيولوجية إلى العراق في العقدين الماضيين. وإلى حد بعيد، كان أكبر موردي السلائف لإنتاج الأسلحة الكيميائية في سنغافورة (515 4 طناً). قامت شركة كيم الخليج السنغافورية بتزويد العراق بأكثر من 4500 طن من سلائف غاز في إكس والسارين والخردل.
«توصل كبير مفتشي الأسلحة التابعين للأمم المتحدة هانز بليكس إلى استنتاجات مماثلة في 27 كانون الثاني (يناير) [2002] عندما قدم «تحديثًا» إلى مجلس الأمن التابع للأمم المتحدة بناءً على جهود التفتيش التي قام بها في العراق وفقًا لتيمرمان «. . . وقد وثق تقرير بليكس الأخير للأمم المتحدة العديد من الحالات الأخرى التي فشل فيها العراق في الكشف عن الأسلحة المحظورة. الوثائق العراقية، التي تم الكشف عنها هنا لأول مرة، تصور شبكة مشتريات عالمية تعتمد على مساعدة الدرج العلوي من الحكومات والبنوك الكبرى في أوروبا وآسيا والشرق الأوسط. يتنوع موردو العراق من شركات ضخمة متعددة الجنسيات ... كيانات غير معروفة، مثل جماعة حددها العراقيون باسم «كيم الخليج» من سنغافورة، والتي زعموا أنها زودت بأكثر من 4500 طن من غاز في إكس، وغاز السارين، والخردل- سلائف الغاز ومعدات الإنتاج.»
أشار الكشف العراقي إلى العديد من الشركات التي عملت كمشترين من دول ثالثة للعراق ... «خلال الحرب الإيرانية العراقية، سلمت الهند سلائف وكلاء الحرب إلى العراق - وتبين لاحقًا أنها سلمت كميات من نفس المواد إلى إيران. قام الوسيط في بغداد في ذلك الوقت، وهو عراقي يحمل جواز سفر ألمانيًا، بتأسيس شركة في سنغافورة صراحةً لهذا الغرض».